# Lano (Colle di Val d'Elsa)
Lano is een plaats (frazione) in de Italiaanse gemeente Colle di Val d'Elsa.